# くまのプーさん 完全保存版
『くまのプーさん 完全保存版』（くまのプーさん かんぜんほぞんばん、The Many Adventures of Winnie the Pooh）は、ディズニーの「くまのプーさん」長編作品第1作である。

## 概要
「くまのプーさん」中編映画
- プーさんとはちみつ（1966年）
- プーさんと大あらし（1968年）
- プーさんとティガー（1974年）

3作品に加え、繋ぎのシーンとエンディングを新たに追加した作品である。
物語開始時に作品のタイトルが書かれた分厚い本が開き、物語終了時に分厚い本が閉じるという演出を用いられた最後の作品である（童話を原作とした作品は、1989年公開の『リトル・マーメイド』まで途絶えるが、同作以降からこの演出が撤廃されるようになる）。

## キャラクター
- プー
  - 種類：テディベア
  - 性格：のんびり屋でマイペース
  - 特徴：蜂蜜が大好物。家には「ミスター・サンダース」と書かれた表札がある。
- クリストファー・ロビン
  - 種類：6歳の男の子
  - 性格：優しい
  - 特徴：プー達と仲良しの少年。
- ピグレット
  - 種類：コブタのぬいぐるみ
  - 性格：怖がりやだがとても親切
  - 特徴：主に、どんぐりを食べる。「プーさんとはちみつ」では未登場。
- ティガー
  - 種類：しっぽにばねが入ったトラのぬいぐるみ
  - 性格：元気で無邪気なトラブル・メーカー
  - 特徴：ジャンプが得意。はちみつを嫌う。「プーさんとはちみつ」では未登場。
- イーヨー
  - 種類：ロバのぬいぐるみ
  - 性格：陰気
  - 特徴：木で作った、作りやすく壊れやすい家に住む。
- ラビット（ウサギ）
  - 種類：ウサギ
  - 性格：少々頑固だが、世話好き
  - 特徴：野菜作りが日課で畑を荒らすティガーが苦手。
- オウル（フクロウ）
  - 種類：フクロウ
  - 性格：おしゃべり
  - 特徴：物知りで、話し出すと止まらない。「プーさんとティガー」では未登場。
- カンガ
  - 種類：カンガルーのぬいぐるみ
  - 性格：優しく森を見守る
  - 特徴：ルーの母親
- ルー
  - 種類：カンガルーのぬいぐるみ
  - 性格：やんちゃ
  - 特徴：カンガの子供。ティガーのことが大好き。
- ゴーファー
  - 種類：アメリカン・ジリス
  - 性格：せっかち
  - 特徴：穴掘りのスペシャリスト。原作、「プーさんとティガー」では未登場。

## 収録作品

### プーさんとはちみつ
元々、スペシャル・シリーズ第28作として公開。初公開時の邦題は「クマのプーさん」。

#### あらすじ
ある日、プーは朝食としてはちみつを食べようとするが、壺はどれも空っぽ。プーは木に登って蜂の巣に向かおうとするが失敗。クリストファー・ロビンに風船を借りるがまた失敗。困ったプーはラビットの家ではちみつを沢山ご馳走してもらう。しかし、食べ過ぎて太ったプーはラビットの家の玄関につっかえてしまい、断食することになってしまう。その結果、プーはやっと玄関から抜け出せたのだが、こんどはハチの巣に引っ掛かってしまった。それでもプーは満足そうに蜂蜜を食べるのだった。

#### 挿入歌
- くまのプーさん (Winnie the Pooh)
- おいっちに、おいっちに (Up, Down, Touch the Ground)
- おなかグーグー (Rumbly in My Tumbly)
- 小さな雨雲 (Little Black Rain Cloud)
- マインド・オーバー・マター (Mind Over Matter)

### プーさんと大あらし
元々、スペシャル・シリーズ第30作として公開。同時上映は「おもちゃの王国」と「豆象武勇伝」。

#### あらすじ（大あらし）
風の強い日に、プーはゴーファーの提案で「風の強い日おめでとう」を言いに行くことにする。しかし、その風はやがて大あらしへと化し、雨が降ってきて森は大洪水になってしまう。洪水が収まるとプーはピグレットを助けた英雄だと言われ、「英雄をたたえるパーティ」を開く。パーティー後にピグレットは自分の家をオウルに譲り、プーと暮らすようになる。

#### 挿入歌（大あらし）
- 大嵐 (A Rather Blustery Day)
- ワンダフル・シング・アバウト・ティガー (The Wonderful Things About Tiggers)
- ズオウとヒイタチ (Heffalumps and Woozles)
- ヒップ・ヒップ・プーレイ (Hip-Hip-Poohray)

### プーさんとティガー
元々、スペシャル・シリーズ第33作として公開。初公開時の邦題は「プーさんと虎」。同時上映は「ロビン・フッド」と「ドナルド・ダックの発明王」、「くじらのウィリー」。

#### あらすじ（ティガー）
新しい仲間のティガーは持ち前の元気で森を明るくしているが、ラビットは畑を荒らされて大迷惑。ティガーを大人しくさせるためにプーとピグレットを誘い、ある作戦を立てる。ところがその作戦は失敗に終わった。ある雪の日、ティガーとルーは木登りをしていたが、高所恐怖症のティガーは降りられなくなってしまった。そこでプーたちはなんとか二人を助け、ティガーはもう飛び跳ねてはダメだと宣言され、トボトボ歩いて帰っていく。その様子を見た、プーたちはかわいそうに思い、ラビットも飛び跳ねることを許し、最後はみんなで飛び跳ねた。

## クラシックス
日本では1997年7月に名作ビデオコレクション名義のVHSが、2000年9月にクラシックス名義のVHSが「プーさんの待て待てボトル」及び「プーさんのびっくり箱」と同時に、2001年春にクラシックス名義のVHSが他のクラシックスと同時に、2003年春にDVDが他のクラシックスと同時にリリースされた。DVDには本作の後から作られた「プーさんとイーヨーのいち日」が映像特典として収録された。

## 声の出演
| 役名                   | 原語版声優                                                                                    | 日本語吹き替え | 日本語吹き替え     | 日本語吹き替え | 日本語吹き替え | 日本語吹き替え | 日本語吹き替え        |
| 役名                   | 原語版声優                                                                                    | 初公開版       | ポニー・バンダイ版 | BVHE版初代     | WOWOW版        | BVHE版2代目    | テレビシリーズ版      |
| ---------------------- | --------------------------------------------------------------------------------------------- | -------------- | ------------------ | -------------- | -------------- | -------------- | --------------------- |
| プー                   | スターリング・ホロウェイ                                                                      | 山田康雄       | 牛山茂             | 吉村よう       | 八代駿         | 八代駿         | 八代駿 （亀山助清）   |
| クリストファー・ロビン | ブルース・ライザーマン（第1話） ジョン・ウォルムスリー（第2話） ティモシー・ターナー（第3話） | 水島裕         | 土井美加           | 大友大輔       | 大友大輔       | 白尾佳也       | 白尾佳也 （渡邉奏人） |
| ピグレット             | ジョン・フィードラー                                                                          | なし           | 下川久美子         | 小宮山清       | 小宮山清       | 小宮山清       | 小宮山清 （小形満）   |
| ティガー               | ポール・ウィンチェル                                                                          | なし           | 内田稔             | 玄田哲章       | 玄田哲章       | 玄田哲章       | 玄田哲章              |
| ラビット               | ジュニウス・マシューズ                                                                        | 二見忠男       | 小山武宏           | 富山敬         | 富山敬         | 龍田直樹       | 龍田直樹              |
| イーヨー               | ラルフ・ライト                                                                                | 黒沢良         | 岡田吉弘           | 石田太郎       | 石田太郎       | 石田太郎       | 石田太郎              |
| カンガ                 | バーバラ・ルディ                                                                              | 小宮和枝       | 久保田民絵         | 片岡富枝       | 片岡富枝       | 片岡富枝       | 片岡富枝              |
| ルー                   | クリント・ハワード ドリ・ワイカー                                                             | 宮川陽介       | 後藤真寿美         | 山口淳史       | 不明           | 田中恭平       | 小倉裕大 （山田瑛瑠） |
| オウル                 | ハル・スミス                                                                                  | 熊倉一雄       | 西本裕行           | 上田敏也       | 上田敏也       | 上田敏也       | 上田敏也              |
| ゴーファー             | ハワード・モリス                                                                              | 八代駿         | 吉水慶             | 辻村真人       | 辻村真人       | 辻村真人       | 辻村真人              |
| ナレーター             | セバスチャン・キャボット                                                                      | 納谷悟朗       | 久米明             | 大木民夫       | 今西正男       | 青森伸         | 青森伸                |

- 初公開版 - 「プーさんとはちみつ」のみの吹き替え。1989年発売のVHS「夢と魔法の宝石箱 プーさんとはちみつ」に収録。
- ポニー・バンダイ版 - VHS「くまのプーさん」に収録。
- BVHE版初代 - 「プーさんとティガー」のみの吹き替え。1990年発売のVHS「夢と魔法の宝石箱 プーさんとティガー」に収録。
- WOWOW版 - 1992年12月頃放送。ソフト未収録。
- BVHE版2代目 - VHS・DVD・ブルーレイ「くまのプーさん 完全保存版」に収録。
- テレビシリーズ版 - 『くまのプーさん ちいさなぼうけん』での吹き替え[注釈 1]。

※ 吹き替えは上記のほか、「プーさんと大あらし」のみ吹き替えて公開された1970年版と、「プーさんと虎」のみ吹き替えて公開された1975年版の2種類が存在する（キャストはいずれも不明）。

## スタッフ
| 役職                                     | 人物                                                                 | 担当話            |
| ---------------------------------------- | -------------------------------------------------------------------- | ----------------- |
| 製作総指揮                               | ドン・B・テータム                                                    | 第3話             |
| 製作                                     | ウォルト・ディズニー                                                 | 第1話             |
| 製作                                     | ロイ・O・ディズニー                                                  | 第1話 第2話       |
| 製作                                     | E・カードン・ウォーカー                                              | 第3話             |
| 製作補                                   | E・カードン・ウォーカー                                              | 第2話             |
| 原作                                     | A・A・ミルン                                                         | 全話              |
| 挿絵                                     | E・H・シェパード                                                     | 全話              |
| 脚本                                     | ラリー・クレモンス                                                   | 全話              |
| 脚本                                     | ザビエル・アテンシオ                                                 | 第1話             |
| 脚本                                     | ヴァンス・ジェリー                                                   | 第1話 第2話       |
| 脚本                                     | ラルフ・ライト                                                       | 第1話 第2話       |
| 脚本                                     | ケン・アンダーソン                                                   | 第1話             |
| 脚本                                     | ディック・N・ルーカス                                                | 第1話             |
| 脚本                                     | ジュリアス・スヴェンセン                                             | 第2話             |
| 脚本                                     | テッド・バーマン                                                     | 第3話             |
| 脚本                                     | エリック・クレウォース                                               | 第3話             |
| 脚本監修                                 | ウィンストン・ヒブラー                                               | 第2話             |
| 音楽                                     | バディ・ベイカー                                                     | 全話              |
| 作詞、作曲                               | シャーマン兄弟（リチャード・M・シャーマン、ロバート・B・シャーマン） | 全話              |
| プー、ピグレット担当作画監督             | フランク・トーマス                                                   | 第2話 第3話       |
| ラビット担当作画監督                     | オリー・ジョンストン                                                 | 第2話 第3話       |
| イーヨー、オウル、ゴーファー担当作画監督 | ジョン・ラウンズベリー                                               | 第1話 第2話       |
| カンガ、ルー担当作画監督                 | エリック・ラーソン                                                   | 第1話 第2話 第3話 |
| ティガー担当作画監督                     | ミルト・カール                                                       | 第2話 第3話       |
| クリストファー ・ ロビン担当作画監督     | ドン・ブルース                                                       | 第3話             |
| レイアウト                               | ドン・グリフィス                                                     | 全話              |
| レイアウト                               | デイル・バーンハート                                                 | 第1話 第2話       |
| レイアウト                               | シルヴィア・カッブ                                                   | 第1話             |
| レイアウト                               | バジル・ダヴィドヴィチ                                               | 第1話 第2話       |
| レイアウト                               | シルヴィア・ローマー                                                 | 第2話 第3話       |
| レイアウト                               | ジョー・ヘール                                                       | 第3話             |
| ラビット担当原画                         | ジョン・ポメロイ                                                     | 第3話             |
| 原画                                     | ハル・アンブロ                                                       | 第1話             |
| 原画                                     | エリック・クレウォース                                               | 第1話             |
| 原画                                     | ジョン・ユーイング                                                   | 第1話             |
| 原画                                     | フレッド・ヘルミッヒ                                                 | 第1話 第2話       |
| 原画                                     | ビル・カイル                                                         | 第1話             |
| 原画                                     | ハル・キング                                                         | 第1話 第2話       |
| 原画                                     | ダン・マクマナス                                                     | 第1話 第2話       |
| 原画                                     | ウォルト・スタンチフィールド                                         | 第1話 第2話       |
| 原画                                     | デヴィッド・ミッチェナー                                             | 第2話             |
| 原画                                     | アート・スティーブンス                                               | 第2話 第3話       |
| 原画                                     | デイル・ベア                                                         | 第3話             |
| 原画                                     | ジャック・バックリィ                                                 | 第3話             |
| 原画                                     | アンディ・ガスキル                                                   | 第3話             |
| 原画                                     | ゲイリー・ゴールドマン                                               | 第3話             |
| 原画                                     | バーニー・マティンソン                                               | 第3話             |
| 原画                                     | クリフ・ノードバーグ                                                 | 第3話             |
| 原画                                     | ディック・セバス                                                     | 第3話             |
| 原画                                     | チャック・ウィリアムス                                               | 第3話             |
| 背景                                     | アル・デンプスター                                                   | 第1話 第2話       |
| 背景                                     | ビル・レイン                                                         | 全話              |
| 背景                                     | アート・ライリー                                                     | 第1話             |
| 背景                                     | ジョン・シブリー                                                     | 第1話             |
| 背景                                     | アン・ギュンター                                                     | 第3話             |
| 撮影                                     | ボブ・ブロートン                                                     | 全話              |
| 録音                                     | ロバート・O・クック                                                  | 第1話 第2話       |
| 録音                                     | ハーブ・テイラー                                                     | 第3話             |
| ミキサー                                 | イブリン・ケネディ                                                   | 全話              |
| 編集                                     | トム・アコスタ                                                       | 第1話 第2話       |
| 編集                                     | ジェームズ・メルトン                                                 | 第3話             |
| 助監督                                   | エドワード・ハンセン                                                 | 第2話             |
| 助監督                                   | ダン・アルガイア                                                     | 第2話             |
| 助監督                                   | ジェフリー・C・パッチ                                                | 第3話             |
| 制作担当                                 | ドン・A・ダックウェル                                                | 全話              |
| アニメーション制作                       | ウォルト・ディズニー・プロダクション                                 |                   |
| プロデューサー                           | ウォルフガング・ライザーマン                                         | 第2話 第3話       |
| 監督                                     | ウォルフガング・ライザーマン                                         | 第1話 第2話       |
| 監督                                     | ジョン・ラウンズベリー                                               | 第3話             |
| 配給                                     | ブエナビスタ                                                         |                   |